# Stora tunnelraset

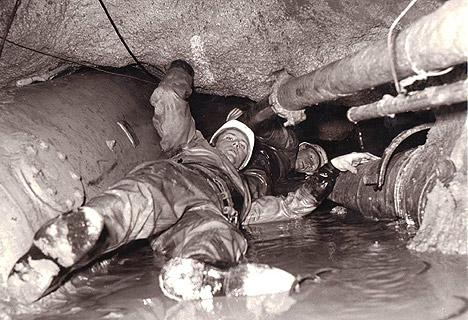
De båda instängda på väg ut.

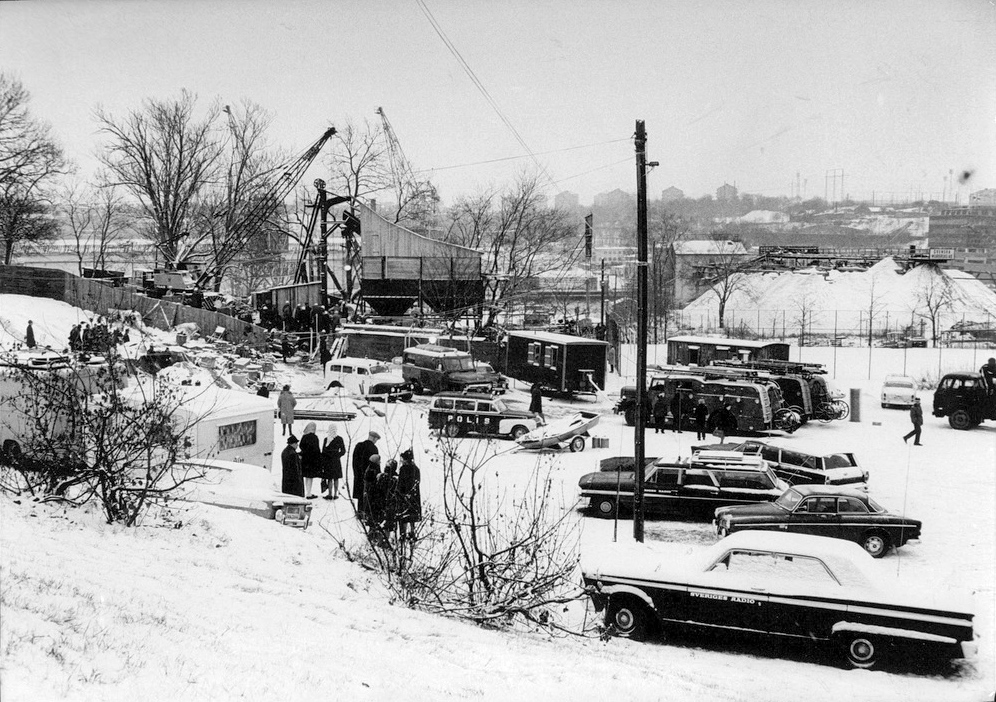
Ett räddningsschakt i Hammarby genom vilket man försökte nå de instängda.

Stora tunnelraset kallas en händelse som inträffade i Stockholm vid 22.50 den 9 november 1965 när Televerkets kabeltunnel skulle byggas vid Skanstull på Södermalm. En del av tunneln kollapsade och stängde in två män som arbetade där. Båda kunde räddas på förmiddagen den 14 november. 
Vid anläggningsarbetena för Televerkets kilometerlånga kabeltunnel från Hammarby industriområde, under Hammarbykanalen och vidare upp under Ringvägen till Gotlandsgatan inträffade ett ras. En bergvägg på Hammarbysidan hade gett vika och taket på tunneln störtade in och drog med sig stora mängder vatten och slam, som forsade rakt ner i den öppna tunneln. Tunneln fylldes nästan helt, ända från Hammarby fabriksområde, under Hammarbykanalen ned mot det djupaste stället 42 meter under jord (ungefär där Folksamhuset ligger) och ytterligare några hundra meter uppåt fram till Ringvägen.
Kjell Nilsson, ingenjör, och Sören Jansson, elektriker, blev instängda 42 meter under marken. När Brandförsvarets grodmän tog sig ned i tunneln konstaterade de att en stor slampropp med en mängd bråte fyllde tunneln ända upp till taket. Proppen gjorde att man inte kunde utnyttja det stora vertikala serviceschaktet med hiss som fanns vid Folksamhuset och som gick ända ned till tunnelns djupaste del.
Tidigt på morgonen den 11 november fick man kontakt med männen via ett nytt borrhål och en nedsänkt lina. Då fick man upp en handskriven lapp med texten: ”Både Kjelle och Sören är schyssta. Skicka ned lite käk!” Räddningsarbetet fördröjdes bland annat på grund av svårigheter med att få tag i tillräckligt kraftiga pumpar som var tåliga mot sand, slam och andra föroreningar. Den 14 november hade proppen och vattenmassorna delvis pumpats bort och man lyckades få ut de båda männen oskadda via den ordinarie tunnelöppningen.